# جيري فولر (لاعب كرة سلة)
جيري فولر (20 يونيو 1927 في الولايات المتحدة - 15 يونيو 2008 في الولايات المتحدة) (بالإنجليزية: Jerry Fowler)‏ هو لاعب كرة سلة أمريكي في مركز الوسط.

## وصلات خارجية
- جيري فولر على موقع إن بي أي (الإنجليزية)
- جيري فولر على موقع سبورتس رفرنس (الإنجليزية)
- جيري فولر على موقع كلية كرة السلة في سبورتس رفرنس.كوم (الإنجليزية)
- جيري فولر على موقع ريلجم (الإنجليزية)
- جيري فولر على موقع بروبوليرز (الإنجليزية)